# Пасео-де-Переда
Пасео-де-Переда (исп. Paseo de Pereda) — историческая улица Сантандера, расположенная параллельно набережной Муэлье-де-Калдерон (исп. Muelle de Calderon); проходит от Площади короля Альфонсо XIII до квартала Пуэрто-Чико (исп. Puertochico).
Главной достопримечательностью являются Сады де Переда, открытые в 1905. Получили имя испанского писателя Хосе Мария де Переда, откуда берет название и улица.
Также на набережной находятся дворец Эмбаркадеро (Дворец Причалов) и один из главных офисов Банка Сантандер.
|             |                                      |           |
| Сады Переда | Памятник городским беднякам (ракеро) | Вид улицы |